# Anarkismens symboler
Inom anarkismen finns en mängd symboler. De mest kända är den svarta respektive den rödsvarta fanan och det omringade A:et.

## Det omringade A:et

Det omringade A:et

Den kanske mest kända symbol som associeras med anarkismen är det så kallade "omringade A:et". Symbolen härstammar från Proudhons maxim "anarki är ordning" (A för anarki, inuti O för ordning) och förekom redan under det spanska inbördeskriget på 1930-talet och på 1950-talet som den franska organisationen Alliance Ouvrière Anarchistes symbol.
Organisationen Jeunesses Libertaires (frihetlig ungdom) i Frankrike har ibland ansetts som symbolens uppfinnare då de 1964 började använda den i sin bulletin. Symbolen populariserades i Storbritannien på 1970- och 1980-talen av Crass, i samband med punkrörelsen. Idag används den ofta på flaggor av anarkokommunister som inte vill bli förväxlade med syndikalister, då oftast i rött eller vitt på svart bakgrund. Svart på röd bakgrund förekommer dock ibland.
Det omringade A:et har Unicode U +24 B6: Ⓐ.

## Svarta fanan

Den svarta fanan

Den svarta fanan, och färgen svart generellt, har associerats med anarkism sedan 1880-talet. Den svarta färgen står i kontrast till de färgglada flaggor som är typiska för nationalstater. På så sätt kan den svarta fanan ses som ett avvisande av tanken på att någon person eller institution kan representera en grupp av individer. Boken Reinventing Anarchy, Again skriver:
"It is a negation of nationhood which puts the human race against itself and denies the unity of all humankind. (...)Black is also a color of mourning. It mourns not only the death of the body but the crippling of the spirit under authoritarian and hierarchic systems. (...)But black is also beautiful. It is a color of determination, of resolve, of strength, a color by which all others are clarified and defined."
Anarkismens svarta fana var från början en sorgefana. I en demonstration som hyllade de stupade kommunardernas minne och som gav sig ut i Paris den 9 mars 1883 för att expropriera bagerier, upptäcktes att en fana skulle behövas. Det berättas då att kommunarden Louise Michel tog av sin svarta sidenunderkjol och hängde den på ett kvastskaft – och så hade anarkismen fått sin egen flagga.

## Tvåfärgad fana

Tvåfärgad fana

Den syndikalistiska rörelsen använder ofta färgerna svart och rött ihop, uppdelat diagonalt i två lika stora trianglar.
Först är användningen av rött och svart färgkombination i upproret i Bologna i augusti 1874, där deltagarna "bar svart röd kokard av anarkisterna." I Spanien 1936 manifesterade anarkisterna i FAI och syndikalisterna i CNT sitt samarbete genom en fana som delades diagonalt i ett svart fält för FAI och ett rött fält för CNT.
Andra anarkistiska strömningar använder också diagonalt uppdelat flagga, med en del fortsatt svart. Ekoanarkism, primitivism och antispeciesism använder en grön-svart, anarkafeminism en lila-svart, queera anarkister en rosa-svart.

## Svart stjärna
Den svarta, femuddiga stjärnan är en välanvänd anarkistisk symbol. På samma sätt som flaggor delas också stjärnan ibland upp i två färger för att symbolisera olika anarkistiska strömningar: röd-svart, grön-svart, lila-svart eller rosa-svart.
Den svarta stjärnan finns i Unicode som U 2605: ★. 

## Svart katt

En svart katt i en cirkel används av - bland andra - tidningen Brand och av Industrial Workers of the World.

Den svarta katten (också känd som wildcat, sabot-cat, sabo-tabby, strejkkatten) avbildas ofta inuti en cirkel, med ryggen i båge och tänderna blottade. Katten i cirkeln symboliserade från början främst vilda strejker ("wildcat strikes"), men har väl kommit att symbolisera anarkism/syndikalism och direkt aktion över huvud taget.
Katten i cirkeln ritades av Ralph Chaplin, som var en förgrundsgestalt inom Industrial Workers of the World (IWW). Kattens aggressiva kroppsspråk är tänkt att symbolisera en radikal fackföreningsrörelse.
Ursprunget är oklart, men en historia kommer från en strejk organiserad av skogshuggare som var medlemmar i IWW: Strejken gick dåligt, och flera medlemmar hade blivit misshandlade av strejkbrytare, och tvingats uppsöka sjukhus. Då besöktes strejkdeltagarnas läger av en utmärglad, svart katt. Katten matades av skogshuggarna och i takt med att dess hälsa återvände tog strejken en vändning till det bättre. Så småningom antogs några av de strejkandes krav och katten adopterades som arbetarnas maskot.
1918 var Ralph Chaplin vittne i domstol och sade då om katten att den "was commonly used by the boys as representing the idea of sabotage. The idea being to frighten the employer by the mention of the name sabotage, or by putting a black cat somewhere around. You know if you saw a black cat go across your path you would think, if you were superstitious, you are going to have a little bad luck. The idea of sabotage is to use a little black cat on the boss."
En variant av katten i cirkeln används av tidningen Brand. Den är också maskot till bland andra organisationen Industrial Workers of the World och tyska Freie Arbeiterinnen- und Arbeiter-Union (Fria Arbetarunionen).

## Övrigt

ABC grundades 1905, och hette från början Anarchist Red Cross

Den klassiska piratflaggan Jolly Roger, här 1700-talspiraten Calico Jacks flagga.

### Svart kors
ABC, eller Anarchist Black Cross (i Sverige Anarkistiska Svarta Hammaren, eller Anarchist Black Cross Sweden) använder en svart näve på ett svart kors som symbol. Organisationen hade från början ett rött kors men ändrade till svart för att inte blandas samman med Röda korset.

### Svart ros
Den svarta rosen används ibland som en anarkistisk symbol. Enligt en legend som uppkom i samband med de medeltida bondeupproren skulle den som finner en svart ros i naturen också finna frihet.
Black Rose Books är namnet på en bokhandel/förlag i Montreal som grundades av den anarkistiska filosofen Dimitrios Roussopoulos. Black Rose hette en tidning för anarkistiska idéer som publicerades i Boston-området under 1970-talet, samt namnet på en föreläsningsserie med anarkister och frihetliga socialister (bland andra Noam Chomsky och Murray Bookchin) som fortsatte in på 1990-talet.

### Träsko
Träskon (på franska "sabot") har använts som symbol av anarkister i framförallt Frankrike under 1800- och tidiga 1900-talet. Symbolen kan ha sitt ursprung i att arbetare kastade sina skor i maskiner och skördare för att sabotera dem, och lät bli att arbeta till dess att maskinerna reparerats Se sabotage, etymologi). I Bonn finns en kollektiv bokhandel som heter Le Sabot. I Wiesbaden finns en vänsterkulturklubb med bar och festlokal som kallas Sabot. I Philadelphia, Pennsylvania, finns den syndikalistiska bokhandeln The Wooden Shoe, och från 2001 till 2003 gavs en anarkisttidning ut i Danmark med namnet Sabot.

### Jolly Roger
Flaggan Jolly Roger - korslagda benknotor under en dödskalle på svart bakgrund - har en viss popularitet bland anarkister. Många piratskepp erbjöd en form av demokrati, och pirater ses som föregångare till anarkister. Ofta hänvisas till piratkolonin Libertalia.